# Paul Krusch
Paul Krusch (* 8. März 1869 in Görlitz; † 3. Mai 1939 in Berlin) war ein deutscher Geologe und Präsident der Preußischen Geologischen Landesanstalt.

## Leben
Nachdem er 1890 am Realgymnasium Görlitz sein Abitur bestanden hatte, studierte Krusch Bergbau und erledigte das bergmännische Praktikum in den Erzgruben der Gewerkschaft Neu-Deutz, in Wetzlar, sowie im Saarbrücker Kohlenrevier. Er studierte an den Universitäten Leipzig und Berlin sowie an der Bergakademie Berlin. Bei Franz Beyschlag lernte er den Fachbereich Lagerstättenkunde kennen. Er arbeitete mit Ernst Friedrich Althans zusammen, bevor er 1894 als „Hilfsarbeiter“ (eine Art Assistent) in die Preußische Geologische Landesanstalt eintrat und sich dort bis 1904 zum Landesgeologen hocharbeitete.
1895 promovierte er in Leipzig. Anschließend eröffneten sich ihm die Mittel für zahlreiche Erkundungsreisen zu den wichtigsten Erzlagerstätten in Skandinavien, Australien, Kanada, Ungarn und der Sowjetunion, um sich dort mit der Erschließbarkeit der Rohstoffvorräte zu beschäftigen.
1901 wurde er Dozent, 1906 zum Professor für Lagerstättenkunde an der Bergakademie Berlin berufen. Im gleichen Jahr 1906 wurde er zum Mitglied der Leopoldina gewählt. 1909 wurde er an der Landesanstalt zum Abteilungsdirigent für Erzlagerstätten und Kartierung im Gebirgslande berufen und 1920 zum Abteilungsdirektor befördert. Für seine Leistungen wurde er 1917 zum Geheimen Bergrat berufen. 1923 übernahm er die Präsidentschaft der Preußischen Geologischen Landesanstalt, die er bis zu seinem Tod innehatte. Er löste die Bergakademie aus der Verwaltungseinheit mit der Landesanstalt heraus und gliederte sie räumlich und verwaltungstechnisch als Bergbauabteilung in die Technische Hochschule Berlin ein. Er war Vorsitzender der Deutschen Geologischen Gesellschaft.
Sein älterer Bruder war der deutsche Historiker und Archivar Bruno Krusch.

## Werke
- Molybdän, Monazit, Mesothorium, Stuttgart: Enke, 1938
- Die Lagerstätten der nutzbaren Mineralien und Gesteine / Bd. 3. Kohle, Salz, Erdöl / T. 1. Kohle, 1937 [Ausg.] 1936
- Die metallischen Rohstoffe, ihre Lagerungsverhältnisse und ihre wirtschaftliche Bedeutung, Stuttgart: Enke
- Die Beschlüsse des XV. Internationalen Geologenkongresses in Pretoria 1929, Zeitschrift der Deutschen Gesellschaft für Geowissenschaften, Band 81. p. 543–547, 1929
- Gerichts- und Verwaltungsgeologie: die Bedeutung der Geologie in der Rechtsprechung und Verwaltung; für Geologen, Bergleute und Ingenieure, Richter Rechtsanwälte und Verwaltungsbeamte, gerichtliche und Parteigutachter, Stuttgart, 1916
- Deutschlands künftige Versorgung mit Eisen- und Manganerzen, Beyschlag und Krusch, ZSTA Potsdam, Auswärtiges Amt, Volkswirtschaft, 1917